# 3 a. C.
El año 3 a. C. fue un año común comenzado en miércoles o jueves (las fuentes difieren) del calendario juliano. También fue un año común comenzado en martes del calendario juliano proléptico. En aquella época, era conocido como el Año del consulado de  Léntulo y Messalla (o menos frecuentemente, año 751 Ab urbe condita). 

## Nacimientos
- 13 de marzo: Apolonio de Tiana, filósofo, matemático y místico griego (f. ca. 97).
- 24 de diciembre: Galba, emperador romano entre 68 y 69 (f. 69).

## Fallecimientos
- La consorte imperial Fu de la Dinastía Han.

- Datos: Q39821
- Multimedia: 3 BC / Q39821